# Phaedon desotonis
Phaedon desotonis là một loài bọ cánh cứng trong họ Chrysomelidae. Loài này được Balsbaugh miêu tả khoa học năm 1983.